# 竹島外一島

竹島外一島（たけしまほかいっとう）とは、明治初期の日本のいくつかの公文書で言及される日本海西部の日本と韓国の間にまたがる不確定な二つの島で、日本と韓国の間で領有権争いがある竹島について、その争点のひとつとなっている。
1877年（明治10年）に発せられた太政官指令「竹島外一嶋之義本邦関係無之義ト可相心得事」や太政類典の「日本海内竹島外一島ヲ版圖外ト定ム」とした一文が日韓の竹島における領有権の解釈から問題になっている。鬱陵島は江戸時代まで日本では竹島と呼ばれていたため、韓国はこの一文の「竹島」が鬱陵島で「外一島」が現在の竹島（独島）と解釈し、この指令は日本自らが現在の竹島（独島）を朝鮮領と認めている明らかな証拠であるとしている。（ただし、太政官指令には松島のことは全く書かれておらず、朝鮮領であるとも書いていない。）日本でこれと同様の考えを持っている学者は京都大学の堀和生名誉教授と名古屋大学の池内敏教授で、現在の竹島は1877年の時点では日本領ではなかったと主張している。

しかし現在の竹島が「竹島」として島根県に正式に編入される1905年までの明治期の近代的地図にはイギリス船の測量間違いを端に架空の位置に竹島が描かれ、鬱陵島が松島となっているため、日本政府や日本の一部の学者たちはこの「竹島外一島」は架空の竹島と鬱陵島を指していた可能性が高いとしている。

## 「朝鮮国交際始末内探書」

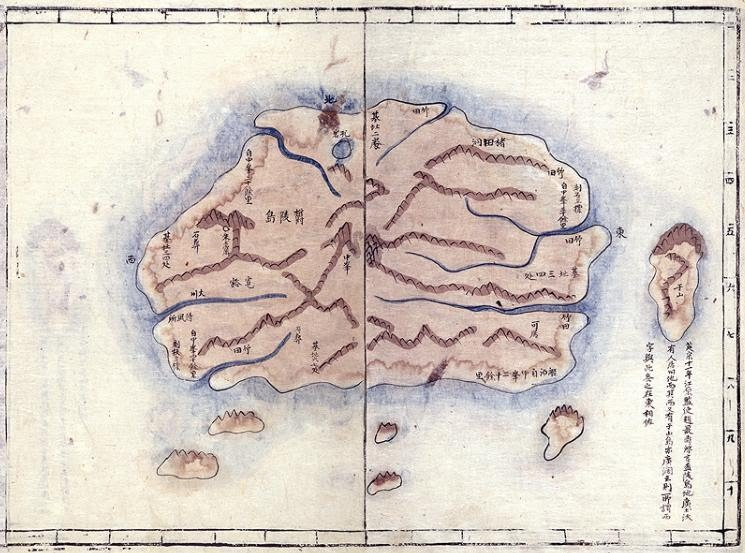
「大東輿地図」の鬱陵島（1861年）。鬱陵島の東に現在の竹嶼と見られる「于山」と記された島が隣接している

太政官指令に先立ち、明治政府は朝鮮に人を派遣し江戸時代に日本から渡航し開発していた竹島（鬱陵島）について詳細に調査している。

その内容が1870年（明治3年）『朝鮮事件』の「朝鮮国交際始末内探書」に記載されており、その中に「竹島松島朝鮮附属ニ相成候始末」とした文がある。江戸時代まで日本では鬱陵島を竹島、現在の竹島を松島と呼んでいたため、韓国ではこの一文を現在の竹島（独島）が自国領である根拠の一つとしている。
ところが、当時の朝鮮の文献では于山島が松島で朝鮮領となっており、また当時の多くの朝鮮の地図ではその于山島の位置がほぼ鬱陵島北東近傍の現在の竹嶼を指していた。（詳しくは于山島を参照）
また、「朝鮮国交際始末内探書」は「松島は竹島之隣島ニ而 松島之義ニ付是迄掲載せし書留も無之」と記して、松島が竹島（現在の鬱陵島）の隣島であり、これまで記録した文書が無いと報告している。竹嶼が鬱陵島の隣にあること、竹嶼の資料が当時日本にないこと、一方、松島（現在の竹島）は鬱陵島の隣島ではなくて、約90kmも離れていること、当時日本には松島（現在の竹島）の資料が多数存在していたことなどから、日本ではこの文面の松島は現在の竹嶼を指していると考えられている。
原 文
現代文

## 「日本海内竹島外一島地籍編纂方伺」
1876年（明治9年）、内務省 地理寮の官吏が地籍編纂調査のため島根県を巡回した際、県に対して竹島の地籍編纂のため内務省に詳細を報告するよう要請した。
そのため、島根県は内務省に対して、下記の「日本海内竹島外一島地籍編纂方伺」により、地籍への編入の可否について照会を行なった。この照会文書には、竹島へは大谷家と村川家が江戸時代に幕府の許可を得て渡っていたことが記された概略の文書と「磯竹島略図」が添えられていた。
日本海内竹島外一島地籍編纂方伺＜2ページ目＞（国立公文書館 アジア歴史資料センター）
原文
現代文

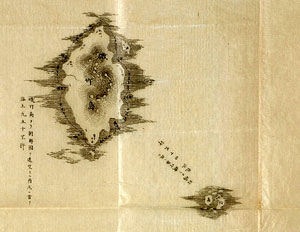
磯竹島略図

- 磯竹島略図上記「日本海内竹島外一島地籍編纂方伺」に添えられた文書には竹島と松島の状況が書かれ、次に元禄時代に江戸幕府と朝鮮の間で鬱陵島（当時の日本名：竹島）の領有について争った竹島一件の内容が詳しく書かれている。そして元禄年間に書かれた鳥取藩「小谷伊兵衛差出候竹嶋之絵図」を書き写し清書したと見られる「磯竹島略図＜最終ページ＞」が添付されている[5]。（但し、この文書には「大谷氏伝フ所享保年間ノ製図を縮写シ附ス」と書かれている。）

原文 （竹島と松島について書かれた最初の部分の抜粋）
現代文

この文には、磯竹島略図に記載の距離がそのまま書かれており、隠岐の北西120里（約480km）に周囲およそ10里（約40km）の竹島があって、次の一島が周囲30町（約3270m）の松島で、竹島と同一路線の隠岐より80里（約320km）にあるとしている。「磯竹島略図」は明らかに現在の「鬱陵島と竹島」を示しており、この文の「竹島」の状況や位置関係の比からすると「竹島外一島」は現在の「鬱陵島と竹島」を示していると言えそうだが、本文の距離と実際の距離は大きく食い違う。これは「磯竹島略図」が測量に基づくものではなく元禄時代の鳥取藩「小谷伊兵衛差出候竹嶋之絵図」にある距離をそのまま記載したものだからである。「磯竹島略図」の隠岐と松島の距離は八十里（320km）となっているが、隠岐から現在の竹島までの実際の距離は約158km、隠岐から鬱陵島までの実際の距離は約250kmで、当時普及していた近代的地図の鬱陵島を示した「松島」や架空の「竹島」に近い。
江戸時代まで日本では鬱陵島を「竹島」、現在の竹島を「松島」と呼んでいたため、韓国ではこの文や絵図を根拠に、後の太政官指令で「竹島外一嶋之義本邦関係無」とした「竹島外一島」を「鬱陵島と現在の竹島」と解し、日本と関係ないのであるから韓国領であるとしている。
韓国に帰化した世宗大学校の保坂祐二教授は、明治時代以前の日本では地上も海上も同じ「里」としているがその距離概念は違っていたとしている。これらの距離の里を海里（1海里=1852m）として計算すると、鬱陵島と現在の竹島は実際の距離に近くなるとして、当時の日本の地図の記載間違いなどは日本の歪曲的解釈であり、1905年の竹島の島根県編入は日本の軍国主義による侵略の始まりと位置付けている。しかし、本文の距離（里）は元禄年間に書かれた鳥取藩「竹嶋之絵図」の距離であり、明治になって取り入れられた海里ではない。
| 記述                   | 朝鮮～竹島 | 竹島～松島 | 松島～隠岐 | 竹島周回 |
| ---------------------- | ---------- | ---------- | ---------- | -------- |
| 記述                   | 五十里     | 四十里     | 八十里     | 十里     |
| 里→km                  | 200km      | 160km      | 320km      | 40km     |
| 実際の距離             | 131km      | 90km       | 158km      | 56.6km   |
| 里を海里と解釈した場合 | 93km       | 74km       | 148km      | 19km     |

（上記の実際の距離は「竹島」を鬱陵島、「松島」を現在の竹島とした場合）

## 「太政官指令」が出されるまでの近代的地図の島名
|                    | | 架空の島                    | 鬱陵島                  | 現在の竹島                               |
| ------------------ | --- | --------------------------- | ----------------------- | ---------------------------------------- |
| 1787年（天明7年）  | フランスの航海家ラ・ペルーズが鬱陵島を発見し、フランス軍艦学校の教授ジョセフ・レポート・ダジュレー(Joseph Lepaute Dagelet)にちなみ命名 |                             | Dagelet                 |                                          |
| 1789年             | イギリスの探検家ジェイムズ・コルネット(James Colnett) が実在しない位置に島を記入し船名を島名に。                                       | Argonaut                    |                         |                                          |
| 1811年（文化8年）  | アロー・スミス(Arrow Smith) の図 | Argonaute                   | Dagelet                 | （図外）                                 |
| 1815年（文化12年） | イギリスの地図学者ジョン・トムソン(John Thomson) の地図「COREA AND JAPAN.」                                                            | Argonaute                   | Dagelet                 | （記載なし）                             |
| 1817年（文化14年） | イギリスの地図「JAPAN」 | Argonaute                   | Dagelet                 | （記載なし）                             |
| 1835年（天保6年）  | ウォーカー(J.C.Walker)の地図「JAPAN」                                                                                                  | Argonaute                   | Dagelet                 | （記載なし）                             |
| 1840年（天保11年） | シーボルトの地図「JAPANISCHEN REICHE」 日本図                                                                                          | Takasima / Argonaute        | Matsusima / Dagelet     | （記載なし）                             |
| 1847年（弘化4年）  | マルゾロ(B.Marzollo)の地図 | Argonaute                   | Dagelet                 | （記載なし）                             |
| 1849年（嘉永2年）  | フランス船 Liancourt号によって発見される。この船名を命名                                                                               |                             |                         | Liancourt Rocks                          |
| 1855年             | ヴィルヘルム・ハイネの地図 | Argonaute nicht vorhanden   | Dagelet Matsusima       | Hornet                                   |
| 1855年             | コルトンの地図 ジョーゼフ・コルトン(Joseph Hutchins Colton)                                                                            | Taka sima Argonaute         | Matsu sima Dagelet      | （記載なし）                             |
| 1855年             | イギリス海軍の地図 | Argounaut.I P.D.            | Dagelet.I               | Hornet                                   |
| 1857年（安政）     | アメリカ艦隊ペリー提督の図。「JAPAN ISLANDS」                                                                                          | （記載なし）                | I.Matsusima or Dagelet  | （記載なし）                             |
| 1858年（安政）     | アメリカ艦隊ペリー提督の図。W.L.モーリーとS.ベント両大尉によって編纂。「中国沿岸と日本列島の地図」                                     | Argonaute nicht Vorhanden   | Matsusima Dagelet       | Hornet                                   |
| 1863年（文久）     | イギリス海軍の地図 | Tako sima or Argounaut P.D. | Matu sima (Dagelet)     | Liancourt Rks. Hornet Menelai & Olivutsa |
| 1867年（慶応）     | 「大日本国沿海略図」 勝海舟 | 竹嶋                        | 松島                    | リエンコヲルトロック                     |
| 1868年             | ジェイムズ・ワイルド(James Wild) の図                                                                                                  | Argonaute I.1789            | Matsusima I.Dagelet     | Hornet Is.                               |
| 1868年             | 明治政府誕生 |                             |                         |                                          |
| 1870年（明治3年）  | 官許 大日本四神全図 橋本玉蘭 | 竹シマ                      | 松シマ                  | リユンコヲルトローック                   |
| 1872年（明治5年）  | ウェラー(E. Weller) の地図 | Argonaute                   | Dagelet                 | Hornet                                   |
| 1872年（明治5年）  | Stieler's Hand Atlas（ドイツ） | （記載なし）                | Matsu sima (Dadelet I.) | Liancourt I. Hornet I.                   |
| 1872年（明治5年）  | 大日本府県全図 ウチダシンセイ | 竹島                        | 松島                    | （記載なし）                             |
| 1873年（明治6年）  | L'Empire du Japon | Take I.                     | Matsou I.               | （記載なし）                             |
| 1874年（明治7年）  | 官許 大日本及支那朝鮮図 北畠茂兵衛 他                                                                                                  | 竹島                        | 松島                    | （記載なし）                             |
| 1875年（明治8年）  | 朝鮮全図（陸軍参謀局） | 竹島                        | 松島                    | （図外）                                 |
| 1875年（明治8年）  | 亜細亜東部輿地図（陸軍参謀局） | 竹嶌                        | 松島                    | （記載なし）                             |
| 1876年（明治9年）  | 朝鮮全図 陸軍参謀局 | 竹嶌                        | 松島                    | （図外）                                 |
| 1876年（明治9年）  | 朝鮮東海岸図 海軍水路寮 | アルゴナフタ島              | 柗（松）島              | オリウツ礁 メ子（ネ）ライ礁              |
| 1877年（明治10年） | 日本全図 文部省出版 宮本三平著 | 竹島                        | 松島                    | （記載なし）                             |
| 1877年（明治10年） | 太政官指令 |                             |                         |                                          |

1787年フランスの航海家ラ・ペルーズが鬱陵島を発見し、ダジュレー島(Dagelet)と名づけ地図に記載する。2年後の1789年イギリスの探検家ジェイムズ・コルネット(James Colnett)も鬱陵島を発見したが、測量ミスにより鬱陵島と朝鮮半島の間の位置にアルゴノート島(Argonaute)として地図に描いてしまう。
以後、西洋の地図では実在しないアルゴノート島と鬱陵島を表すダジュレー島が描かれる。1840年（天保11年）、日本に住んでいたシーボルトがオランダへ帰国後に日本地図を発行するが、実在しない位置に「Takasima / Argonaute」と書いた島を描き、鬱陵島の位置に「Matsusima / Dagelet」と書いた島を描かく。この二つの島には経緯度が記され、「Matsusima / Dagelet」には正確な鬱陵島の緯度と経度が記される。この地図にはまだ西洋人には発見されていない現在の竹島は描かれていない。つまり日本の古地図にある「竹島（鬱陵島）」「松島（現在の竹島）」を 実在しないアルゴノート島と、鬱陵島を表すダジュレー島に当てはめてしまったのである。

その後西洋や日本の近代的地図には全てこれらの島を同じ島名で書くことになる。

## 太政官指令
上記の島根県照会文書を受けた内務省は、さらに太政官に対して照会を行なった。
この内務省からの照会を受けた太政官は、1877年（明治10年）、元禄時代に朝鮮と交渉し日本から竹島（鬱陵島）への渡航を禁止したこと（竹島一件）などから、太政官指令により「竹島外一嶋之義本邦関係無之義ト可相心得事」と決定した。
1877年3月29日付の太政官が出す指令案・・・日本海内竹島外一島地籍編纂方伺全文（国立公文書館 アジア歴史資料センター）
原 文
現代文
- 太政類典第二編には「日本海内竹島外一島ヲ版圖外ト定ム」とし、これまでの経緯が纏められている。

## 「竹島外一島」とは
生れたばかりの明治政府は近代的な地籍を編纂するために、朝鮮と日本の間の不正確な島について調査した。当時はすでに近代的測量で作られた西洋の地図や日本の地図が多数あったが、これらの地図には「アルゴノート島(Argonaut)・竹島」と書かれた実在しない島、「ダジュレー島(Dagelet)・松島」と書かれた島、「Liancourt Rocks・Hornet」などと書かれた島、の3つがあった。これらの島のどれが日本の領有になるのか。この時、明治政府が朝鮮側の資料を調べさせた報告書が「朝鮮国交際始末内探書」で、日本側（島根県）の資料を調べさせた報告書が「日本海内竹島外一島地籍編纂方伺」である。元禄時代に起きた朝鮮と日本との間での領土問題（竹島一件）において、日本は竹島（鬱陵島）を放棄しているが、この時の交渉には松島（現在の竹島）の名前はなく竹島のみである。また「日本海内竹島外一島地籍編纂方伺」に添付された元禄時代の古地図「磯竹島略図」は参考に添えられたが、太政官指令に松島の名は出てこない。当時の近代的地図上では、同一路線上に架空の島が「アルゴノート島・竹島」、鬱陵島が「ダジュレー島・松島」になっており、「日本海内竹島外一島地籍編纂方伺」や「太政官指令」の「竹島外一島」は実在しない「アルゴノート島・竹島」と「ダジュレー島・松島」を意味していた可能性が高い。太政官指令の発せられた3年後の日本の軍艦「天城」の調査で島の名称の誤りが判明するが、混乱を避けたためか鬱陵島に書かれた「松島」の名称もそのまま地図に記載され、西洋名称となっていた現在の竹島を1905年に島根県に編入する際に『竹島』としている。

一方、朝鮮では1908年に大韓帝国の高宗の命により編纂された『増補文献備考』まで于山島が松島であるとしており、当時の朝鮮の地図では鬱陵島の北東近傍にある「竹嶼」と見られる島が于山島となっている。また、朝鮮側の地図には現在の竹島と比定できる島は全く記入されていないため、これら朝鮮側の記録からすると「朝鮮国交際始末内探書」に書かれた松島は于山島で現在の竹嶼となる。日本の「磯竹島略図」にも、朝鮮の地図の「鬱陵島」北東近傍の「于山島」と同様、「磯竹島」北東近傍に竹嶼と見られる「マノ島」と書かれた島が描かれている（元禄年間に書かれた鳥取藩の「小谷伊兵衛差出候竹嶋之絵図」にも「まの嶋」が書かれている）。「磯竹島略図」には現在の竹島を示す「松島」も描かれているが、太政官指令では「竹島・松島」とせず「竹島外一島」としていることから、鬱陵島と竹嶼を明治期の地図にはない「マノ嶋」の名称は使用せず「竹島外一島」と表したとする考えもある。
いずれにしても日本が島根県に編入する1905年までに現在の竹島を朝鮮人が支配した事実はない。（1908年までの朝鮮での鬱陵島付近の認識は于山島を参照）

## 太政官指令から現在の竹島を島根県に編入するまで

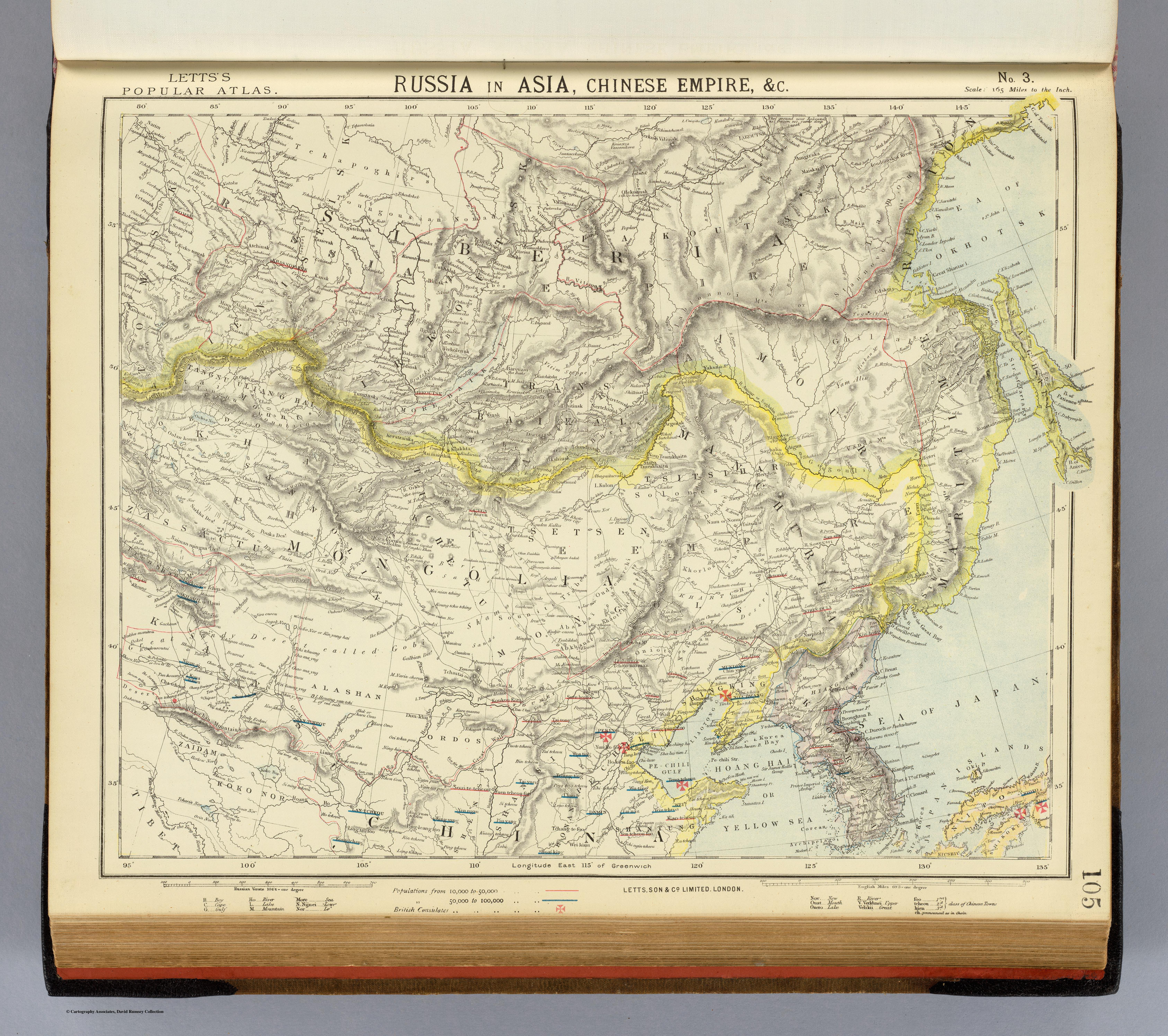
1883年に出版されたロシアの地図。経緯度から架空のアルゴノート島と、鬱陵島と考えられるダジュレー島が描かれている。

ロシアで1884年に出版され1890年に中国語に翻訳改定された地図。
点線で描かれた架空の「竹島」、「松島」と書かれた鬱陵島。現在の竹島には何も書かれていない。（右上の図）

太政官指令の発せられた3年後の1880年（明治13年）には、日本の軍艦「天城」の調査で島の名称が誤っていることに気付いたが、混乱を避けたためか引き続き鬱陵島を松島として地図に記載している。1905年（明治38年）に現在の竹島を島根県に編入し「竹島」とするが、その後も鬱陵島は日本や欧米の地図で「松島」とされている。
- 下の太政官指令後の西洋の地図では、「松島（ダジュレー島　Dagelet I.）」とされている鬱陵島までを国境線や着色などにより日本領としている。現在の竹島は"Liancourt I. (Hornet I.)"となっている。

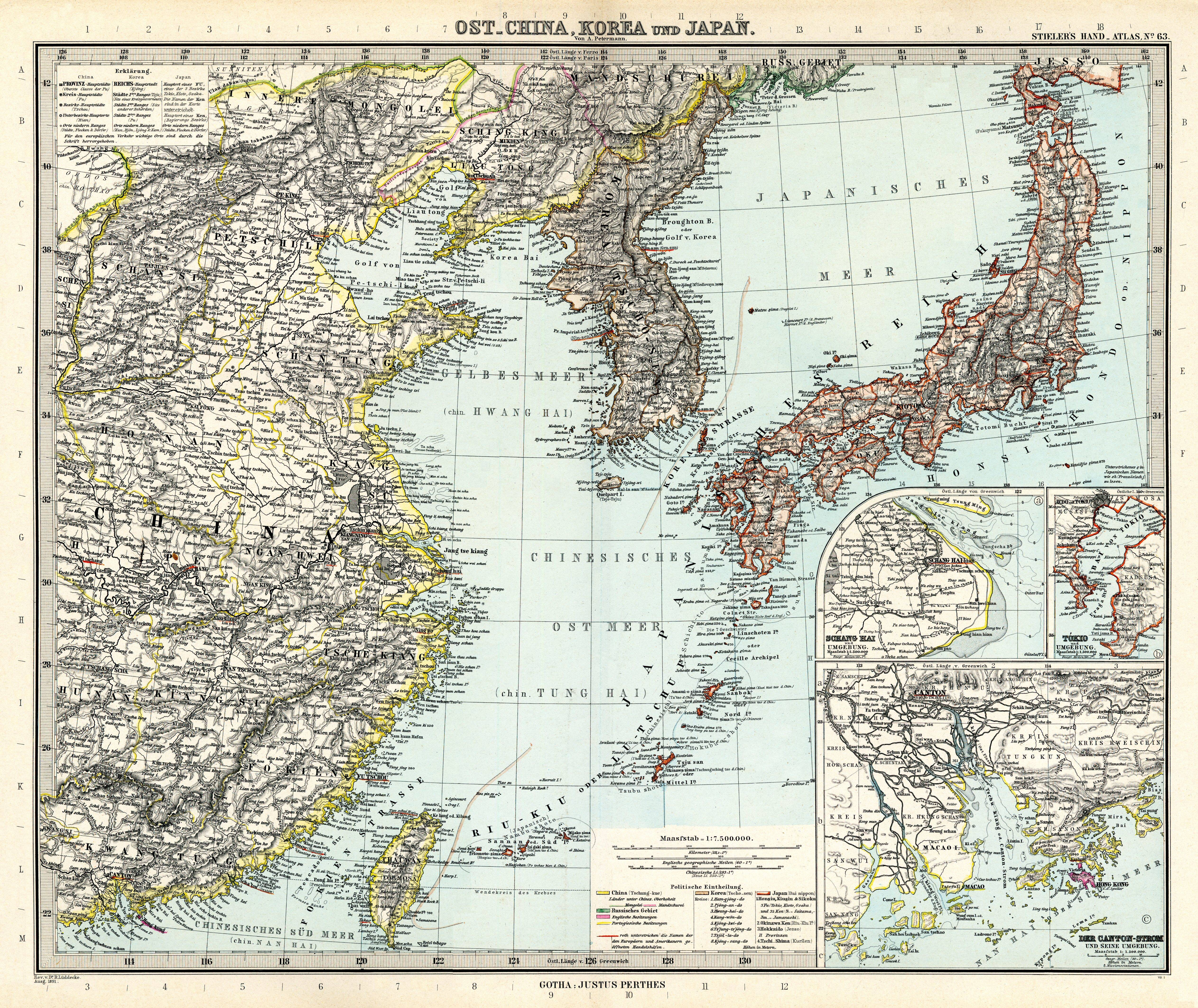
1891年 Matsu sima(Dagelet I.)
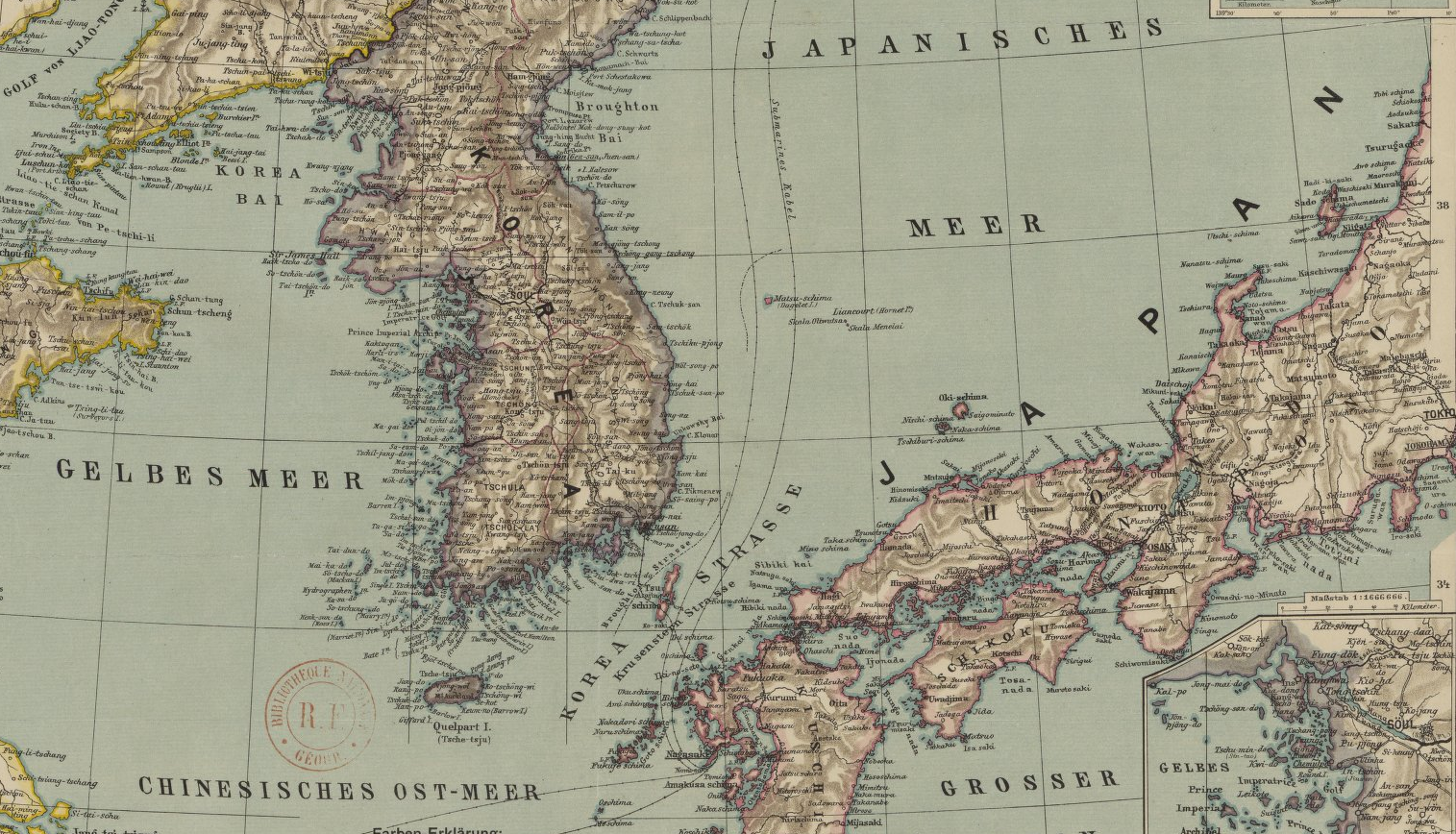
1894年 Matsu-schima(Dagelet I.)
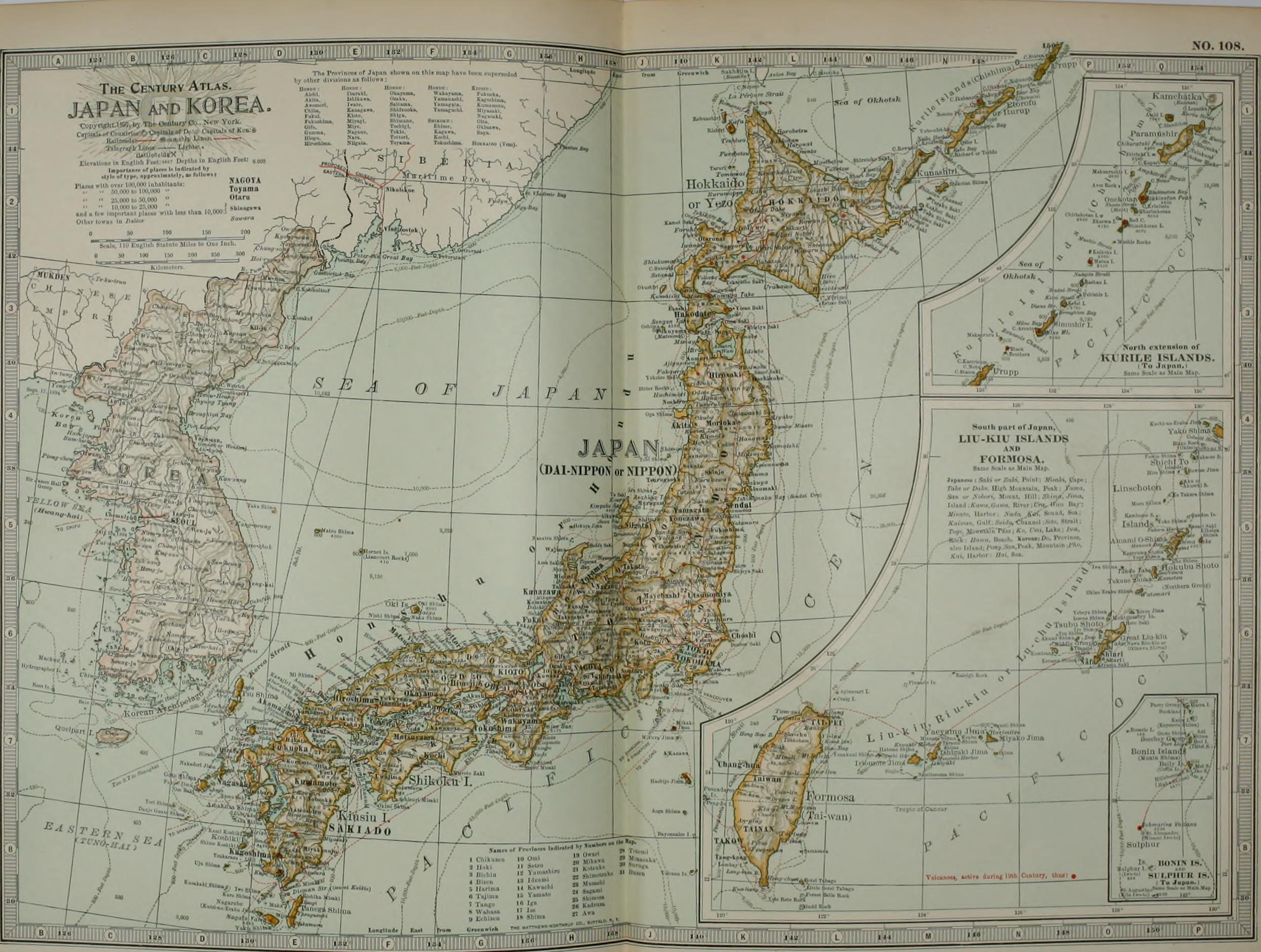
1896年 Matsu Shima
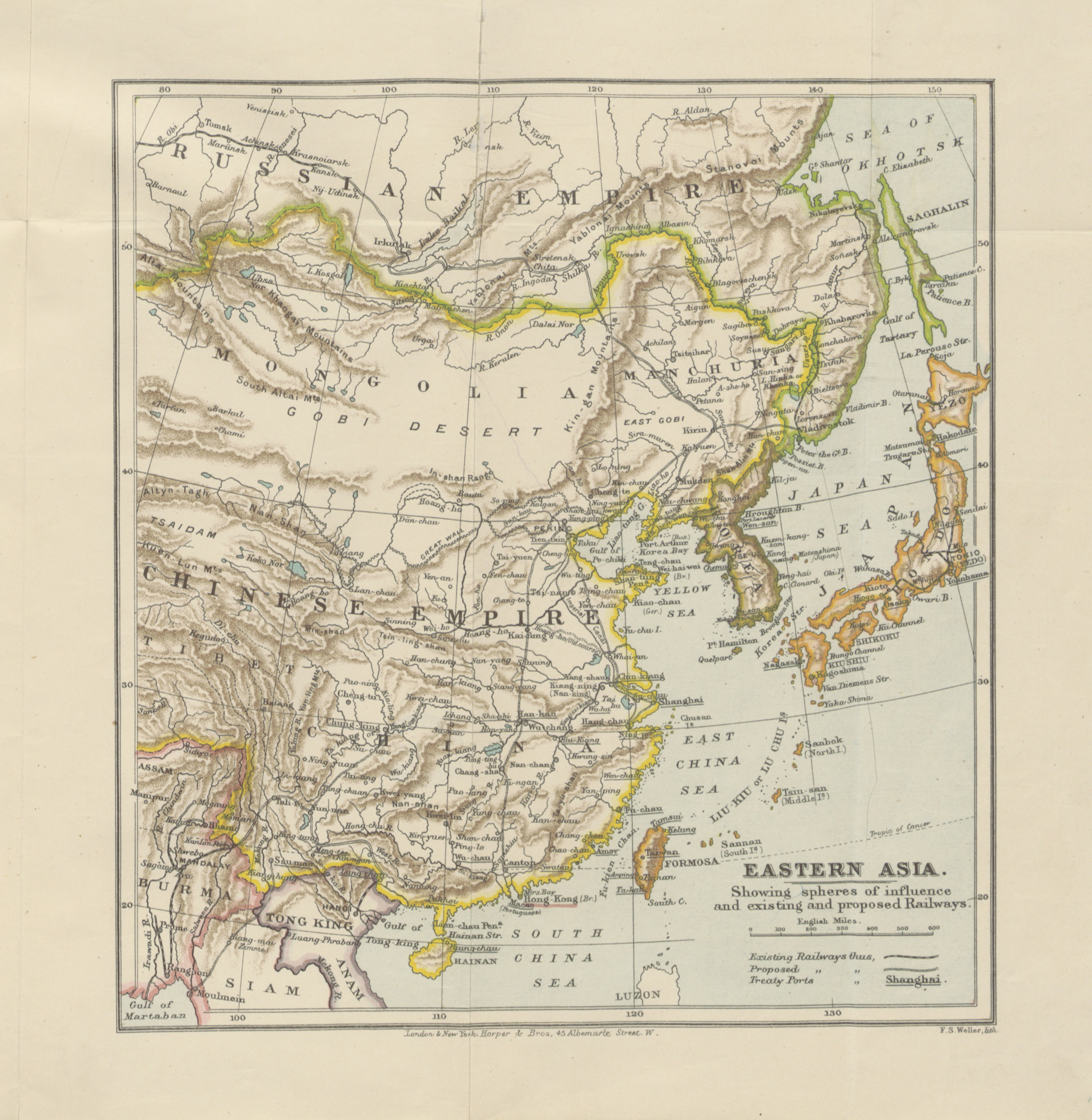
1898年 Matsushima
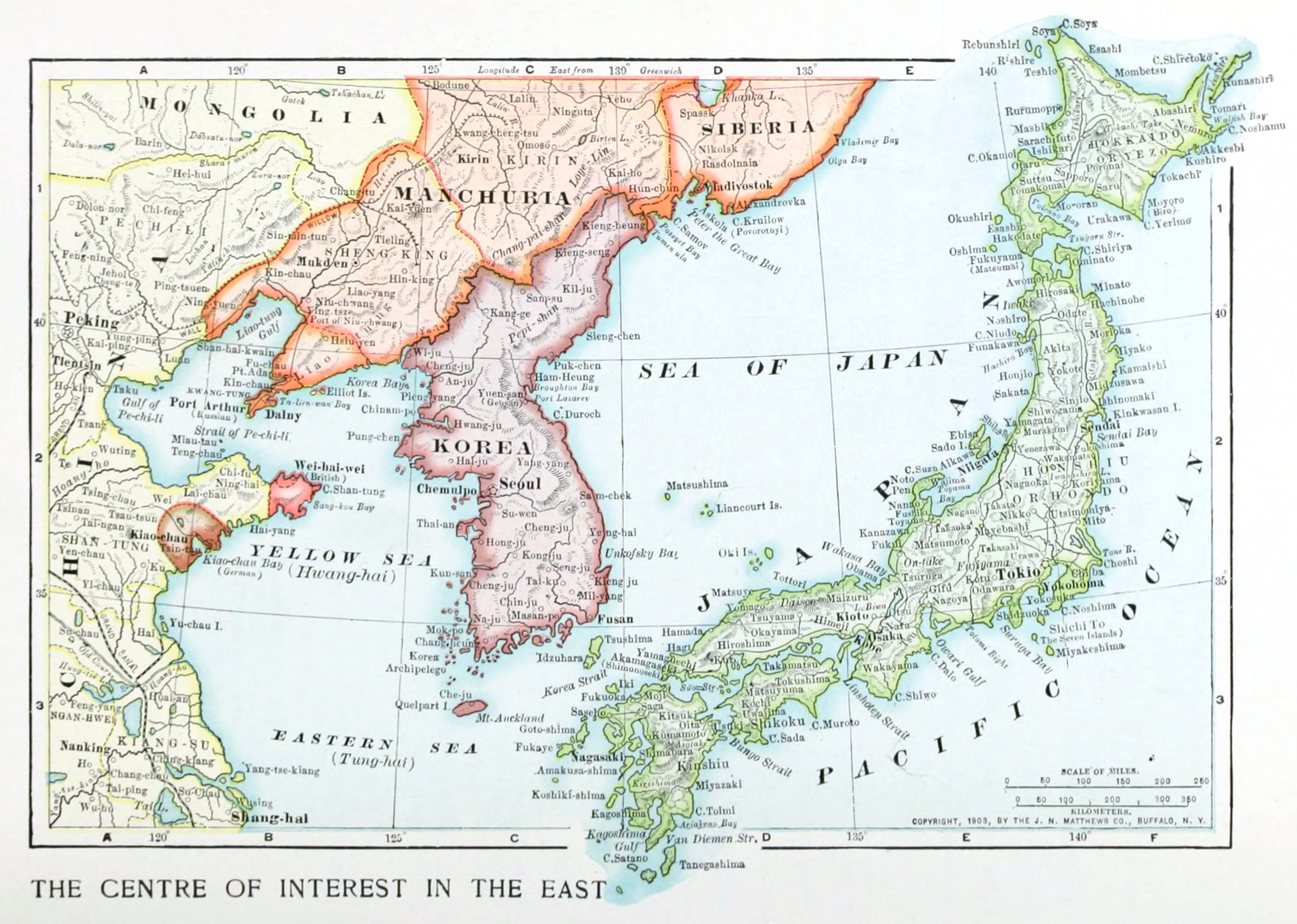
1903年 Matsushima
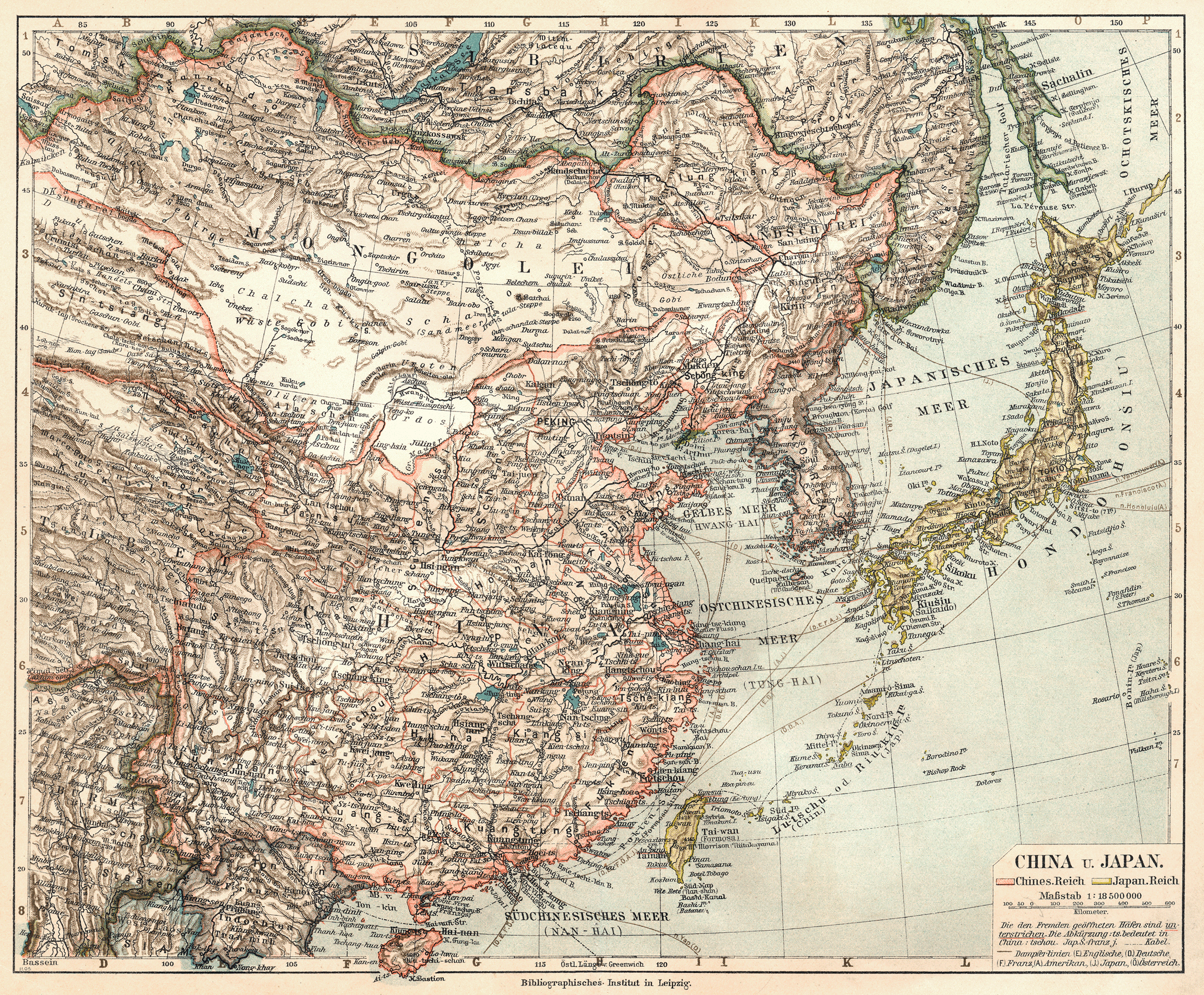
1905年 Matsu S.(Dagelet I.)
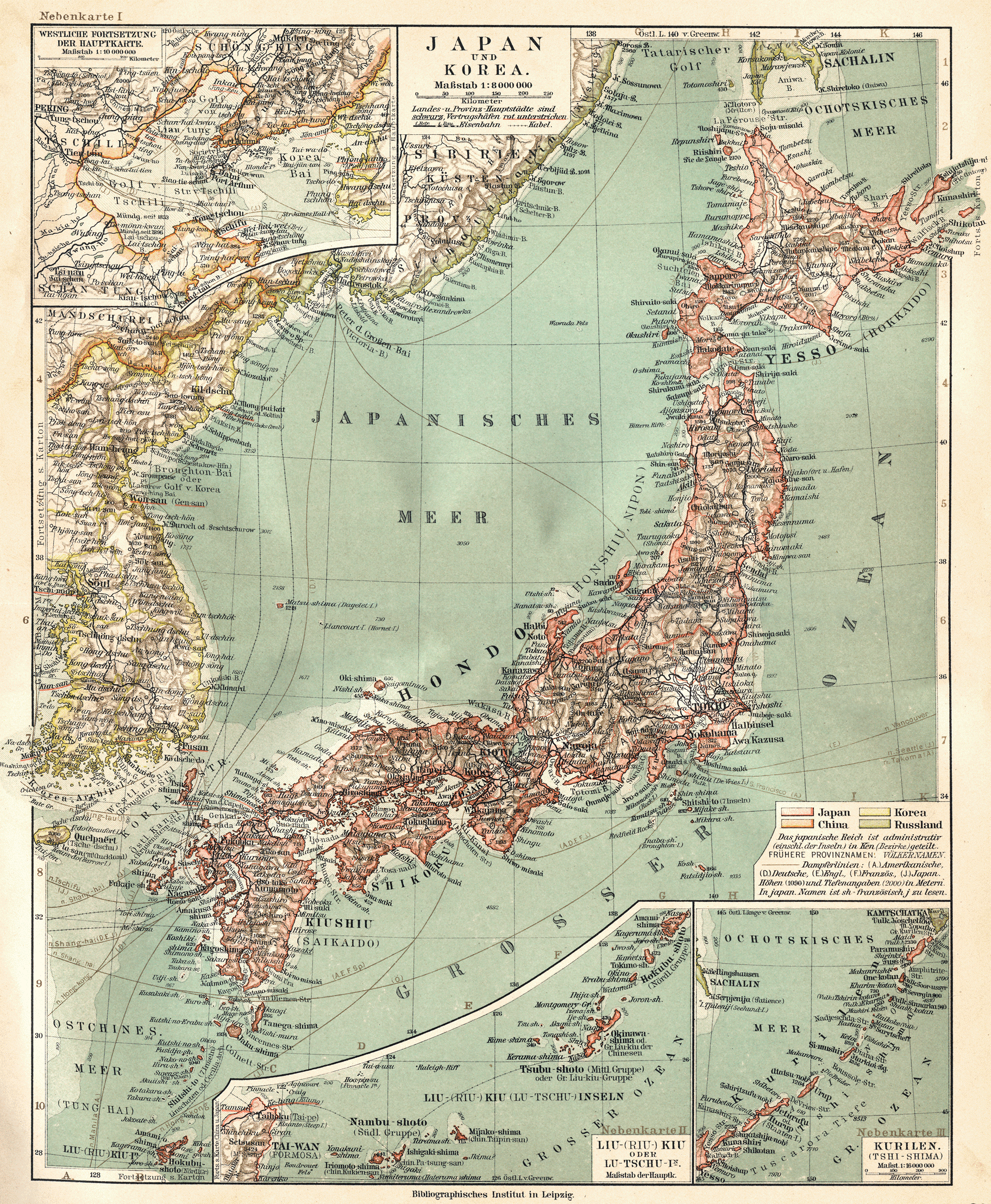
1905年 Matsu-shima(Dagelet I.)

## 軍艦天城調査後の「竹島外一島」
軍艦天城の調査前の状況について、外務省の北澤正誠は1881年（明治14年）にまとめた竹島考証において「於是竹島松島一島両名或ハ別ニ二島アルノ説紛紜決セス」（この竹島松島において、一島二名あるいは別に二島ある説が紛紜として決まっていない）と記しており、戦艦天城の調査以前は諸説が乱れていたことがわかる。

- 1878年、1880年の戦艦天城の調査の結果、当時の日本の近代的地図の松島（Dagelet島）が鬱陵島であることがわかり、竹島は鬱陵島の北東部にあるBoussole Rock（竹嶼）であると報告された。

これにより北沢正誠は「今日ノ松島ハ即チ元禄十二年稱スル所ノ竹島ニシテ、古來我版圖外ノ地タルヤ知ルヘシ」（今日の松島は、すなわち元禄十二年に呼称していた竹島であって、古来我々の版図外の地であることを認識するように）として、この当時松島とされている島が鬱陵島であると結論づける。この認識は「内務権大書記官西村捨三の外務省書記官宛照会文書」にも出てくるほか、当時の内務省や外務省の見解にも反映されるようになる。

- 1881年11月2日の「明治14年朝鮮蔚陵島へ入住の和我人民を撤諦せしめ爾後航行を禁する旨XX国政府へ照会す。」では、「別冊竹島所属考に明瞭なるか如く我の所謂竹島一名松島なるもの」としており、竹島と松島が同じ島であるとしている。

- 1881年11月29日付、外務省記録8324「内務権大書記官西村捨三の外務省書記官宛照会」では、別紙甲号に「日本海内竹島外一嶋地籍編纂方伺」の写しがあり、この文字の横に、（外一島ハ松島ナリ）と新たに追記される。

この文書は、島根県からの『日本海内松島開墾之儀ニ付伺』の処理に関するもので、乙号としてその文書が添付されていた。この乙号は鬱陵島のことを松島と表記しており、この内務省からの照会に対して、外務権大書記官光妙寺三郎の内務権大書記官西村捨三宛て返答文書　明治十四年十一月三十日起案文 「公第二六五一号」 では「朝鮮国蔚陵島即竹島松島之儀」として、「竹島外一島」が鬱陵島一島だけであることを示している。
- 『明治十六年 公文録 外務省 三月四月 全』公第二七二号、1882年（明治15年）02月16日付、外務卿井上馨の蔚陵島（鬱陵島）での日本人の活動に関しての上申書において、「我邦人朝鮮国所属蔚陵島［我邦人竹島又は松島と唱ふ］へ渡航し…」としており、鬱陵島を日本人が竹島または松島と呼んでいることを記している。

- 1883年09月の、「蔚陵島ニ邦人渡航禁止審査決議ノ件並ニ決済」では、「北緯37度30分東経130度49分の洋中に位する一の島嶼即ち日本称竹島或は松島朝鮮称蔚陵島の儀は、…（中略）…別冊竹島版図所蔵考記載の通りなり」として、朝鮮鬱陵島が竹島或いは松島と呼ばれていることを緯度と経度入りで説明している。

- 1900年06月12日付、在釜山領事官補赤塚正輔 の「鬱陵島調査状況 山林調査状況報告の件」においても、「鬱陵島ハ韓國江原道ニ屬シタル島嶼ニシテ松島又ハ竹島ト稱シ(東經百三十度八分二厘北緯三十七度五分)」として、鬱陵島が竹島或いは松島と呼ばれていることを緯度と経度入りで説明している。

太政官指令作成時には名称が判らなかったため「竹島外一嶋」とされた島が、戦艦天城の調査とその後のこれら外務省と内務省のやり取りから、Dagelet島つまり鬱陵島および竹嶼であると認識されるに至ったことがわかる。

島根県の竹島資料室の研究では、軍艦「天城」の調査後も日本では引き続き鬱陵島を松島としたため、それまで架空の位置に描かれていた「竹島」の名を朝鮮で于山島と呼ばれていた現在の竹嶼に当てはめたとし、太政官指令の際、実際に版図外としたのは鬱陵島だけであるとしている。

- 1905年に日本は現在の竹島を「竹島」と名付け島根県へ正式に編入している。

## 太政官指令の曖昧さ

### 「朝鮮国交際始末内探書」当時の「松島」

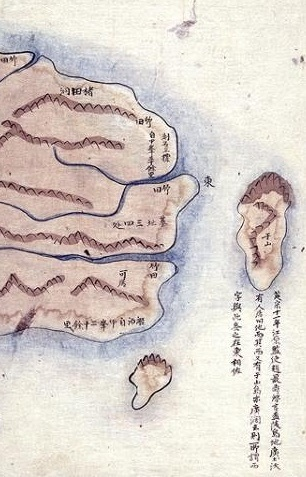
金正浩『大東輿地図』（1861）
----
鬱陵島東部と「于山」

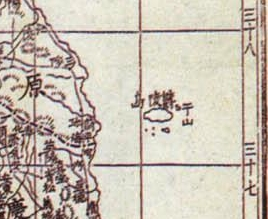
大韓帝国時代の官撰『大韓地誌』（1899）「大韓全図」
----
鬱陵島および「于山」

#### 日本人の言う「松島」
- 1840年頃以前では今日の「竹島」を意味する。
- 1840年頃以降では「鬱陵島」のことを意味していた。（シーボルト編纂の海図）

#### 朝鮮人の言う于山島と、朝鮮人の言う「倭人が言う松島」
「朝鮮国交際始末内探書」当時では韓国が主張する「松島＝于山島」の意味での「松島」は現在、竹嶼と呼ばれる島を意味することは『日省録』、『青邱図』、『承政院日記』、『啓草本』などから明らかである。つまりは朝鮮政府では19世紀初頭において既に于山島（「朝鮮人の言う『倭人の言う松島』」）は今日、「竹嶼」と呼ぶ島であると比定していた。
それ以降では「朝鮮人の言う『倭人の言う松島』」は今日の「竹嶼」を意味し、徳川末期（1840年）頃までの「日本人（倭人）が言う松島」とは異なることになっていた。

#### 「鬱陵島」の呼称

##### 日本
- 17世紀初頭–1840年頃では「（磯）竹島」（「（大谷家、村上家）渡海免許」、『隠州視聴合紀』）
- 1840年頃–1880年では「（磯）竹島」、「松島」（シーボルト海図、『大日本国沿海略図』等）
- 1880年–1904年では「鬱陵島」、「松島」（『海軍水路図誌』等）

##### 朝鮮
- 12世紀では「于山国」、「鬱陵島」（『三国史記』）
- 15世紀初期では「武陵」（『太宗実録』）
- 15世紀中期以降では「鬱陵島」、「于山国」、「武陵」、「羽陵」（『高麗史』等、于山島参照）
- 以降、「鬱陵島」、「于山」（『承政院日記』、『啓草本』等、于山島参照）

### 太政官指令時の「外一島」
太政官指令の必要を生じさせた島根県照会文書の「磯竹島略圖」には、磯竹島（現在の鬱陵島）、磯竹島（現在の鬱陵島）に近接した無名の島、松島（現在の竹島）、隠岐島が記載されていた。もし島根県が竹島（現在の鬱陵島）と松島（現在の竹島）とを取り上げたのであれば、当然、表題と内容は「日本海内竹島・松島地籍編纂方伺」でなければならない。それを「竹島外一嶋」としたのであれば、伺いの対象が無名の小島なのか、松島なのか、隠岐島なのか判らない欠陥文書である。県庁内での起案・決裁過程で問題を引き起こし、文書を発行できない。例え文書化できたとしても、内務省から突っ返されたことであろう。また、当時は現代と異なり、「松島（現在の竹島）」の帰属は問題とされていなかった。島根県が「松島（現在の竹島）」の地籍編纂に疑問を持つ余地はなかったし、太政官が「松島（現在の竹島）」について「本邦関係之れ無き義」と判断する必要性も根拠も全く存在しなかった。

また、島根県照会文書、内務省の太政官宛て照会文書、太政官指令のいずれもが、表題で「竹島外一嶋」と記載しながら、その内容では、外一嶋について全く触れていない。関係者が、地籍編纂の可否について実質的な検討を要するのは竹島のみであり、外一嶋は言うまでもなく竹島の決定を準用できる、言い換えれば、外一嶋は竹島と一体的であると考えていたことは明らかである。これには、松島（現在の竹島）も隠岐島も当てはまらず、竹島に近接した無名の島（現在の竹嶼）のみが当てはまる。
当時、1870年の外務省「朝鮮國交際始末内探書」報告によって、鬱陵島隣島の存在が新たに知られるようになった。けれども、その隣島が「内探書」の誤記した松島でないことは明らかであった。そのため、島根県は竹島（現在の鬱陵島）および日本側では名を知らない新発見の隣島（現在の竹嶼）について、地籍編纂の可否に疑問を生じ、「竹島外一嶋」として照会を行なったと考えられる。

#### 政治的背景

##### 日本
明治元年、五箇条の御誓文が発布されるや明治政府は欧米列強各国に対する開国政策を更に進めていった。それと同時に各国海軍からは、シーボル海図や幕末期に勝海舟が編纂した『大日本国沿海略図』等に記載される「竹島」が架空島であるという情報が、あいついで寄せられた。
太政官指令が出される時点では、征韓論の旗頭とされていた西郷隆盛が起こした西南戦争はほぼ終局に向かっていた。
それ以後、太政官指令（1877年）から軍艦天城の調査まで3年の間に明治政府の外交方針が大きく変わるような事件は起きていない。

##### 朝鮮
大院君派と閔妃派の激しい内紛劇が展開されたが、閔妃派が実権を握り前年に日朝修好条規が締結され、第一次修信使が派遣された。
日朝修好条規の発端である江華島事件が砲艦外交であったかなかったかの議論は別にして閔妃派の実権や、このような日朝関係は、その後も軍艦天城による実地測量頃までは続いていた。
1880年7月には、金弘集に率いられた金玉均ら開化派が第二次修信使として来日している。
よって、1880年の軍艦天城による実地測量の時点までの間に日朝外交関係を変えるような特段の事情は、日本側にも朝鮮側にも発生してなかったといえる。

#### 当時の航海士、海事測量技術者にとっての文明開化
十数年前までは保有するには巨額の金を要した位置測定システムであるGPS装置などが、今日では子供が持つ携帯電話にさえ装着されている現状となっている。
そういった現状を規準にして過去の歴史を見ることは、三角測量のできない海上で船や島嶼や暗礁等の位置（緯度、経度）を知ることについて、あるいは海事政策について明治時代の人びとが、どのような考えでいたかを考察、検証するにあたって、まったく的外れの憶測になることに注意する必要性もある、という指摘もある。
「緯度」を計る技術と「経度」を計る技術は同等のレベルと思われがちだが、実は当時では三角測量（「山あて」）のできない海上で、つまり位置が判明してる島や暗礁はない遠洋で、自船の「経度」を精確に知ることは天文学者、天体測量の熟練者であっても不可能なことだったのである。
なぜなら、緯度計測とは違って、経度の場合には、時々刻々と高度が変わる天体の高度を迅速に精確に計測することが必要だからである。
その技術をなんとか人類が獲得するのは、実は先進地の英国で18世紀中頃であった。（「経度」「経度法」、「クロノメータ」、「ジョン・ハリソン」参照)
日本でその技術（揺れる船上でも迅速に天体高度を計測できるように工夫された六分儀や、揺れる船上でも精密に時を刻むマリン・クロノメータを使った迅速、精確な天体測量を利用した天測航法（天体航法、天文航法）を本格的に導入し始めたのは、実は幕末の長崎海軍伝習所からであって、そのような三角測量のできない海上で、揺れる船上で精密な天体測量によって船位を知る天測航法（天体航法、天文航法）ができるということは当時としては極めて画期的なことだった。

#### 当時の明治政府海事関係者の志向
よって、このような画期的な測量技術を持ちながら日本政府独自の実地での調査等をせず、(クロノメータや六分儀など最新技術を使った測量結果がされないまま）、「鬱陵島二重記載」の情報の信憑性の高い状況では、明治政府(前島密ら)は、鬱陵島海域での島嶼の比定等について（領土、領海について）断言、断定をすることは避けようとした蓋然性も極めて高い。
つまり、当時の明治政府での海図編纂の権限、機材は海軍省（水路局）にあった以上、1877年の時点で海軍省水路局の最新技術による調査が済んでない時点で、勝海舟や柳楢悦の権限内に踏み込んで、測量技術や天測航法(天体航法、天文航法)などの航海術での先生でもあった両者の隷下にある海軍省水路局の調査結果を待たずに、前島密が独断で鬱陵島近海での島嶼の比定、領有権の帰属先について断言するようなことは、できるはずもなかったといえる。
なお、「海軍省水路寮」や「海軍省水路局」で使われる「水路」という名称は、その編纂する「海図」が、あくまでも船舶の安全航行に資するためのものであることを意味する。つまり、編纂された海図の名称（標題）として国名が使われていたとしても、その海図に表記される島などは、その国の領土であるということは意味しない。
何故なら海図はあくまでも、航海士らにとって、船位を知る上で便利な島等が可視なら遠くにある国境を隔てた島でも目印として掲載するし、航行にとって危険な岩礁なども国境には関係なく掲載し、航行の安全を第一目的に編纂されるからである。
- 勝海舟：明治政府初代海軍卿・幕末期は講武所砲術師範役、咸臨丸船長として米国に派遣され天守番頭格講武所砲術師範役を経た後、二の丸留守居役・軍艦操練所頭取、後、軍艦奉行、長崎海軍伝習所1期生、1867年『大日本国沿海略図』を編纂
- 柳楢悦：明治政府海軍省水路局初代局長、長崎海軍伝習所で勝海舟と同期生

#### 総括
1978年、1880年の軍艦天城の調査により、太政官指令のいう「竹島外一嶋」について、竹島が古来の松島であり、鬱陵島であると比定され、外一嶋である無名の小島が竹嶼であると比定された。太政官指令の「竹島外一嶋之義本邦関係之れ無き義」の判断は、妥当なものであったと言えよう。
太政官指令から28年後の1905年1月、日本政府は古来の松島（りやんこ島ないしリアンコールトロック、現在の竹島）について、無人島で他国占領の形跡がなく、本邦人の移住、漁業従事が明らかであるため、国際法上占領の事実あると認められるとした。そこで、竹島と改称するとともに、隠岐島司所管と定めて領土に編入した。
もし、太政官指令の「外一嶋」が松島（りやんこ島ないしリアンコールトロック、現在の竹島）を指すのであれば、竹島の領土編入は太政官指令違反となる。当時はまだ、かなりの太政官指令関係者が生存していた。生存していた関係者が異議を唱えなかったはずがない。
太政官指令の「外一嶋」は、松島（りやんこ島ないしリアンコールトロック、現在の竹島）を指していたのではなくて、竹島に近接する無名の小島（現在の竹嶼）を指していたのである。